# Chiesa di San Pietro Apostolo (Chiusa di San Michele)
La chiesa di San Pietro Apostolo è la parrocchiale di Chiusa di San Michele, in città metropolitana di Torino e diocesi di Susa; fa parte della vicaria di Sant'Antonino.

## Storia
Originariamente la comunità di Chiusa era filiale dalla pieve di Santa Maria di Susa; successivamente, però, fu posta alle dipendenze dell'abbazia nullius dioecesis di San Michele della Chiusa, essendole forse stata donata dai marchesi di Torino.
Il luogo di culto chiusino fu aggregato nel 1772 alla neo-eretta diocesi di Susa; nel 1796 iniziarono i lavori di costruzione della nuova chiesa, disegnata dal biellese Giacomo Cruto.
Nel 1803 la parrocchia venne assegnata all'arcidiocesi di Torino, per poi tornare alla diocesi di Susa nel 1817 come stabilito da papa Pio VII con la sua bolla Beati Petri; la chiesa fu consacrata il 29 giugno 1825 dal vescovo di Francesco Vincenzo Lombardi.
L'edificio venne interessato nel 1898 da un intervento di restauro e, tra la fine degli anni sessanta e la prima metà del decennio successivo, si provvide ad adeguarlo alle norme postconciliari.

## Descrizione

### Esterno
La facciata a salienti della chiesa, che volge a settentrione, è suddivisa da una cornice marcapiano in due registri, entrambi scanditi da lesene; quello inferiore, più largo, presenta al centro il portale maggiore e ai lati i due ingressi secondari e altrettante finestre, mentre quello superiore, coronato dal frontone mistilineo, è caratterizzato da un medaglione con la raffigurazione del Sacro Cuore e da due nicchie ospitanti le statue dei Santi Pietro e Paolo.
Annesso alla parrocchiale è il campanile a base quadrata, la cui cella presenta su ogni lato una monofora ed è coronata dalla cupola a cipolla.

### Interno
L'interno dell'edificio si compone di un'unica navata, sulla quale si affacciano le ampie cappelle laterali introdotte da archi a tutto sesto e le cui pareti sono scandite da paraste sorreggenti la trabeazione modanata e aggettante sopra la quale si imposta la volta; al termine dell'aula si sviluppa il presbiterio, rialzato di alcuni gradini e chiuso dall'abside poligonale.
Qui sono conservate diverse opere di pregio, tra le quali la pala che rappresenta la Vergine col Bambino e con i santi Pietro, Rocco e Sebastiano, l'altare maggiore, costruito nel 1887 da Albino Gussoni, la tela raffigurante la Vergine del Rosario con San Domenico e Sant'Antonio Abate, eseguita nel 1832 da Carlo Cantore, e gli affreschi ritraenti l'Adorazione del Santissimo, la Gloria di San Pietro e il Sacro Cuore, dipinti da Luigi Morgari.